# Gekraagde zonnekolibrie
De gekraagde zonnekolibrie (Heliangelus strophianus) is een vogel uit de familie Trochilidae (kolibries).

## Verspreiding en leefgebied
Deze soort komt voor in zuidwestelijk Colombia en noordwestelijk Ecuador.